# Fanpo
Fanpo (kinesiska: 饭坡, 饭坡乡) är en socken i Kina. Den ligger i provinsen Henan, i den centrala delen av landet, omkring 150 kilometer sydväst om provinshuvudstaden Zhengzhou. Antalet invånare är 22865. Befolkningen består av 11 095 kvinnor och 11 770 män. Barn under 15 år utgör 24,0 %, vuxna 15-64 år 66 %, och äldre över 65 år 8,0 %.
Genomsnittlig årsnederbörd är 711 millimeter. Den regnigaste månaden är september, med i genomsnitt 138 mm nederbörd, och den torraste är januari, med 5 mm nederbörd.